# Visker

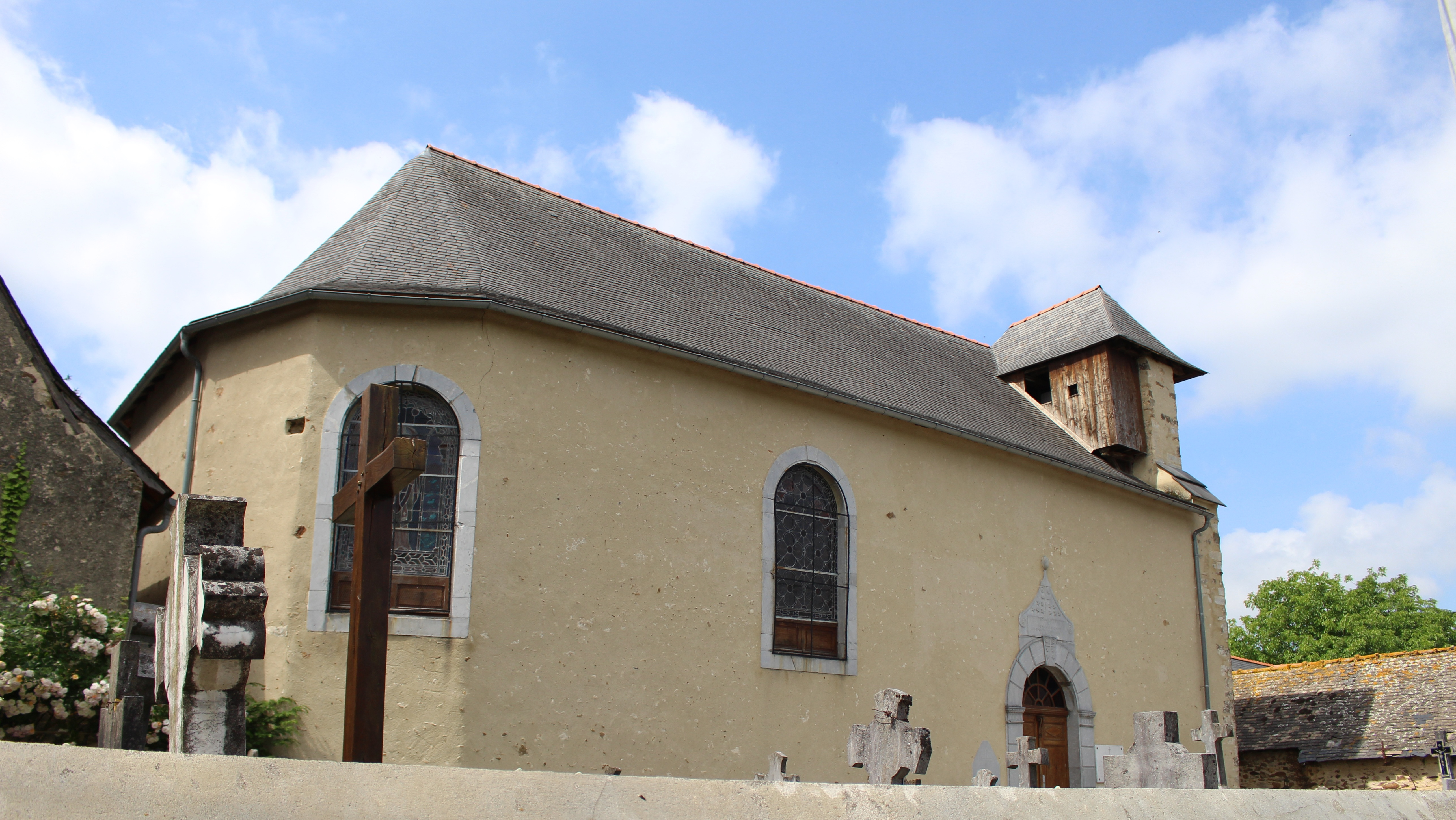
Visker – Église Saint-Jean-Baptiste

Visker (okzitanisch Bisquèr) ist eine südfranzösische Gemeinde mit 368 Einwohnern (Stand 1. Januar 2022) im Département Hautes-Pyrénées in der Region Okzitanien.

## Lage und Klima
Die Gemeinde Visker liegt im Pyrenäenvorland in einer Höhe von ungefähr 495 m. Die nächstgelegene Stadt Tarbes befindet sich gut 13 km nördlich. Das Klima ist gemäßigt bis warm; Regen (ca. 865 mm/Jahr) fällt hauptsächlich im Winterhalbjahr.

## Bevölkerungsentwicklung
| Jahr      | 1800 | 1851 | 1901 | 1954 | 1999 | 2016 |
| --------- | ---- | ---- | ---- | ---- | ---- | ---- |
| Einwohner | 258  | 378  | 307  | 189  | 328  | 334  |

Wegen der durch die Reblauskrise im Weinbau und die zunehmende Mechanisierung der Landwirtschaft ausgelösten Landflucht zu Beginn des 20. Jahrhunderts ging die Einwohnerzahl der Gemeinde seit den 1920er Jahren deutlich zurück. In jüngster Zeit haben sich jedoch mehrere Familien aus dem Großraum Tarbes-Lourdes hier angesiedelt.

## Wirtschaft
Die Gemeinde ist nahezu ausschließlich landwirtschaftlich orientiert.

## Geschichte
Im Jahr 1292 wird ein Pierre de Visker erstmals urkundlich erwähnt. Vom Mittelalter bis zur Französischen Revolution gehörte die Gemeinde zur historischen Provinz Bigorre.

## Sehenswürdigkeiten
Die Johannes dem Täufer geweihte einfache Dorfkirche Saint-Jean-Baptiste wurde im Jahr 1569 von den Hugenotten in Brand gesetzt. Sie wurde repariert, doch im Jahr 1660 bei einem Erdbeben erneut beschädigt. In den Revolutionsjahren wurde das Pfarrhaus verkauft. Nach erneuten Erdbebenschäden begannen die Einwohner des Ortes auf eigene Kosten im Jahr 1819 mit einer grundlegenden Restaurierung. Im Jahr 1999 wurde die Kirche erneut restauriert. Die Glocke der ersten Kirche hat alle Schäden überstanden.